# ア・デモス
アドリアーン・ヨハン (アート)・デ・モス （Adriaan Johan (Aad) de Mos、1947年3月27日 - ）は、オランダ・デン・ハーグ出身のサッカー指導者。サッカー解説者。
アート（アード）が個人名（eerste naam）の通称で、デ・モスが家族名 （familienaam）。繋げて発音されるために「アー・デ・モス」に近い発音になるが、辞書の表記名として「ア・デモス」が相応しいかは議論の余地がある。
1999年にはJリーグ・浦和レッドダイヤモンズの監督を務めた。

## 来歴
現役引退後、レオ・ベーンハッカーのアシスタントコーチとしてアヤックスで指導者としての経験を積み、ベーンハッカーの退任に伴い、1981年に暫定的に監督へと就任した。当初は新監督就任までのつなぎとして考えられていたが、監督としての初シーズンでチームを優勝に導くと、シーズン終了後に結局そのまま正式に監督となり、1985年の退任までの4年に満たない期間で3度リーグを制覇した。
その後、ベルギー、KVメヘレンの監督に招かれ、1987-88シーズンにはUEFAカップウィナーズカップ優勝という快挙を達成した。RSCアンデルレヒトに籍を移した翌シーズンにも、同カップにおいて決勝までチームを導いている。なお、この1988-89および1991-92シーズンの2シーズン、アンデルレヒトはリーグ優勝を果たした。
1993年、母国に帰国しPSVアイントホーフェンを指揮するも振るわず、チームを点々とすることとなる。
1999年、ファーストステージ終了後、成績不振のため解任された原博実監督の後任として、浦和レッドダイヤモンズに招聘された。ファーストステージの浦和は13位で、J2降格の可能性があり、デ・モス就任後も成績は振るわず、セカンドステージは5勝1分9敗で14位に終わった。この結果、年間順位で15位となり、チームは11月27日にJ2に降格。契約更新の際、クラブは翌年もア・デモスに監督を任せるつもりだったが、多くの選手がア・デモス体制でやっていくことに反対しJ2降格の責任を取って辞任。
翌年、KVメヘレンの監督に再就任するが、2002年には再び活躍の場をアジアに求め、アル・ヒラルを指揮。2004年には初の代表監督となるUAE代表に就任した。

## 選手経歴
- 1964-1965  ADOデン・ハーグ
- 1965-1967  RVCライスヴァイク
- 1967-1970  ヴィルヘルムス・フォーアフルフ
- 1970-1973  SBVエクセルシオール

## 指導歴
- 1982-1985  アヤックス・アムステルダム
- 1985-1989  KVメヘレン
- 1989-1992  RSCアンデルレヒト
- 1993-1995  PSVアイントホーフェン
- 1995-1996  ヴェルダー・ブレーメン
- 1997-1998  スタンダール・リエージュ
- 1998-1999  スポルティング・デ・ヒホン
- 1999  浦和レッドダイヤモンズ
- 2000-2002  KVメヘレン
- 2002-2004  アル・ヒラル
- 2004-2005  UAE代表
- 2006-2008  フィテッセ
- 2010  カヴァラFC
- 2010  スパルタ・ロッテルダム

## タイトル

### 指導者時代
アヤックス・アムステルダム
- エールディヴィジ:3回（1981-82、1982-83、1984-85）
- KNVBカップ:2回（1981-82、1982-83）

KVメヘレン
- ベルギー・ファースト・ディビジョンA:1回（1988-89）
- ベルギーカップ:1回（1986-87）
- UEFAカップウィナーズカップ:1回（1987-88）
- UEFAスーパーカップ:1回（1988-89）

RSCアンデルレヒト
- ベルギー・ファースト・ディビジョンA:1回（1990-91）

アル・ヒラル
- クラウンプリンスカップ:1回（2002-03）